# Società Ginnastica Sampierdarenese 1921-1922
Questa pagina raccoglie i dati riguardanti la Società Ginnastica Sampierdarenese nelle competizioni ufficiali della stagione 1921-1922.

## Stagione
Nella lunga ed interminabile stagione 1921-1922 arrivò ad un passo dal cucire sulle proprie maglie lo scudetto del titolo italiano, grazie al gran lavoro fatto da Karl Rumbold e a quel magnifico gruppo di giovani che furono capaci di vincere anche il titolo ligure boys battendo in finale la Spes 5-0.
Terminò la stagione al secondo posto con 10 vittorie, 5 pareggi e 2 sole gare perse in 17 incontri, con 30 reti fatte e 12 subite.
Il Compromesso Colombo la inserì di diritto nell'elenco delle squadre ammesse alla nuova Prima Divisione sorta dopo la riunificazione delle due federazioni calcistiche.

## Divise
| Prima divisa |

## Organigramma societario
Area direttiva
- Presidente: Enrico De Amicis

Area tecnica
- Allenatore: Karl Rumbold

## Rosa
| N. |                   | Ruolo | Calciatore                 |
| -- | ----------------- | ----- | -------------------------- |
|    | Italia (bandiera) | P     | Enrico Carzino (I)         |
|    | Italia (bandiera) | D     | Sebastiano Ramasso (c)     |
|    | Italia (bandiera) | D     | Arturo Michelini           |
|    | Italia (bandiera) | D     | Emilio Grassi              |
|    | Italia (bandiera) | D     | Cesare Garibaldi           |
|    | Italia (bandiera) | C     | Renato Boldrini (II)       |
|    | Italia (bandiera) | C     | Ercole Carzino (II) (vice) |
|    | Italia (bandiera) | C     | Italo Masoni               |
|    | Italia (bandiera) | C     | Domenico Sedino            |
|    | Italia (bandiera) | A     | Rodolfo Melani             |

| N. |                   | Ruolo | Calciatore           |
| -- | ----------------- | ----- | -------------------- |
|    | Italia (bandiera) | A     | Carlo Pittaluga      |
|    | Italia (bandiera) | A     | Corrado Boldrini (I) |
|    | Italia (bandiera) | A     | Augusto Guagnino     |
|    | Italia (bandiera) | A     | Attilio Mattiozzi    |
|    | Italia (bandiera) | A     | Renato Frugoni (II)  |
|    | Italia (bandiera) | A     | Armando Sapignoli    |
|    | Italia (bandiera) | A     | Giacomo Mura         |
|    | Italia (bandiera) | A     | Pietro Scevola       |
|    | Italia (bandiera) | A     | Giuseppe Marchisotti |

## Calciomercato
| Acquisti | Acquisti             | Acquisti             | Acquisti   |
| R.       | Nome                 | da                   | Modalità   |
| -------- | -------------------- | -------------------- | ---------- |
| A        | Pietro Bensi         | Corniglianese        | prestito   |
| A        | Pietro Giuseppe Duce | ????                 |            |
| A        | Cesare Garibaldi     | ????                 |            |
| D        | Attilio Mattiozzi    | ????                 |            |
| A        | Rodolfo Melani       | Sampierdarenese ris. | definitivo |
| A        | Emilio Grassi        | Sampierdarenese ris. | definitivo |
| A        | Armando Sapignoli    | ????                 |            |
| C        | Domenico Sedino      | Genoa                | definitivo |
| D        | Giovanni Terrile     | Spes Genova          | definitivo |

| Cessioni | Cessioni               | Cessioni             | Cessioni   |
| R.       | Nome                   | da                   | Modalità   |
| -------- | ---------------------- | -------------------- | ---------- |
| A        | Mario Giacomo Aloisi   | ????                 |            |
| D        | Agostino Casanova (II) | ????                 |            |
| A        | Luigi Dapelo           | ????                 |            |
| A        | Bartolomeo Frugoni (I) | Sampierdarenese ris. | definitivo |
| A        | Augusto Guagnino       | Andrea Doria         | definitivo |
| A        | Italo Masoni           | Rivarolese           | definitivo |
| A        | Carlo Pittaluga        | Rivarolese           | definitivo |
| A        | Amedeo Storace         | ????                 |            |

## Risultati

### Prima Categoria

#### Girone ligure

##### Girone di andata
| Rivarolo Ligure 2 ottobre 1921 1ª giornata | Rivarolese | 2 – 2 | Sampierdarenese |  |

| Sampierdarena 9 ottobre 1921 2ª giornata           | Sampierdarenese | 2 – 0 | Speranza | Stadio di Villa Scassi |
| \| \| \| \| \| Melani Sapignoli \| Marcatori \| \| |                 |       |          |                        |
|                                                    |                 |       |          |                        |
| Melani Sapignoli                                   | Marcatori       |       |          |                        |

| Genova 16 ottobre 1921 3ª giornata | Spes Genova | 0 – 2 | Sampierdarenese |  |

| Sampierdarena 23 ottobre 1921 4ª giornata | Sampierdarenese | 1 – 0 | Sestrese | Stadio di Villa Scassi |

| Genova 20 novembre 1921 5ª giornata | G.C. Genova       | 1 – 4 | Sampierdarenese | Campo della Spes in Piazza di Francia\| Arbitro: \| Galletti (Genova) \| |
| Arbitro:                            | Galletti (Genova) |       |                 |                                                                          |

##### Girone di ritorno
| Sampierdarena 27 novembre 1921 6ª giornata | Sampierdarenese | 3 – 1 | Rivarolese | Stadio di Villa Scassi |

| Savona 4 dicembre 1921 7ª giornata | Speranza | 0 – 0 | Sampierdarenese |  |

| Sampierdarena 11 dicembre 1921 8ª giornata | Sampierdarenese | 2 – 1 | Spes Genova | Stadio di Villa Scassi |

| Sestri Ponente 18 dicembre 1921 9ª giornata | Sestrese | 1 – 4 | Sampierdarenese |  |

| Sampierdarena 22 gennaio 1922 10ª giornata | Sampierdarenese | 5 – 1 | G.C. Genova | Stadio di Villa Scassi |

#### Semifinale B

##### Girone di andata
| Como 5 marzo 1922 1ª giornata | Esperia | 1 – 1 | Sampierdarenese |  |

| Arbitro: | Livraghi (Milano) |

|                     |           |  |
| Mura 19’ Melani 25’ | Marcatori |  |

##### Girone di ritorno
| Sampierdarena 26 marzo 1922 1ª giornata | Sampierdarenese | 1 – 0 | Esperia | Stadio di Villa Scassi |

| Arbitro: | Trezzi (Milano) |

|                          |           |  |
| Negri 65’ Vassarotti 70’ | Marcatori |  |

##### Spareggio
| Arbitro: | Sessa (Milano) |

|            |           |                      |
| Vanoli 14’ | Marcatori | 72’ Sedino 100’ Mura |

#### Finale nazionale
| Sampierdarena 7 maggio 1922 Andata | Sampierdarenese | 0 – 0 referto | Novese | Stadio di Villa Scassi |

| Novi Ligure 14 maggio 1922 Ritorno | Novese           | 0 – 0 | Sampierdarenese | Campo di Piazza d'Armi\| Arbitro: \| Tradico (Milano) \| |
| Arbitro:                           | Tradico (Milano) |       |                 |                                                          |

| Cremona 28 maggio 1922                                 | Novese    | 2 – 1 | Sampierdarenese | Campo di via Persico |
| \| \| \| \| \| Neri Gambarotta \| Marcatori \| Mura \| |           |       |                 |                      |
|                                                        |           |       |                 |                      |
| Neri Gambarotta                                        | Marcatori | Mura  |                 |                      |

## Statistiche

### Statistiche di squadra
| Competizione                    | Punti | In casa | In casa | In casa | In casa | In casa | In casa | In trasferta | In trasferta | In trasferta | In trasferta | In trasferta | In trasferta | Totale | Totale | Totale | Totale | Totale | Totale | DR  |
| Competizione                    | Punti | G       | V       | N       | P       | Gf      | Gs      | G            | V            | N            | P            | Gf           | Gs           | G      | V      | N      | P      | Gf     | Gs     | DR  |
| ------------------------------- | ----- | ------- | ------- | ------- | ------- | ------- | ------- | ------------ | ------------ | ------------ | ------------ | ------------ | ------------ | ------ | ------ | ------ | ------ | ------ | ------ | --- |
| Prima Categoria - girone ligure | 18    | 5       | 5       | 0       | 0       | 13      | 3       | 5            | 3            | 2            | 0            | 12           | 4            | 10     | 8      | 2      | 0      | 25     | 7      | +18 |
| Prima Categoria - semifinale B  | 5     | 2       | 2       | 0       | 0       | 3       | 0       | 2            | 0            | 1            | 1            | 1            | 3            | 4      | 2      | 1      | 1      | 4      | 3      | +1  |
| Prima Categoria - finale        | -     | 1       | 0       | 1       | 0       | 0       | 0       | 1            | 0            | 1            | 0            | 0            | 0            | 3      | 0      | 2      | 1      | 1      | 2      | -1  |
| Totale                          | -     | 8       | 7       | 1       | 0       | 16      | 3       | 8            | 3            | 4            | 1            | 13           | 7            | 17     | 10     | 5      | 2      | 30     | 12     | +18 |

### Statistiche dei giocatori
Fonte:
| Giocatore      | Prima Categoria | Prima Categoria |
| Giocatore      | Presenze        | Reti            |
| -------------- | --------------- | --------------- |
| P. Bensi       | 2               | 1               |
| L. Bodrato II  | 1               | 0               |
| C. Boldrini I  | 2               | -3              |
| R. Boldrini II | 9               | 1               |
| En. Carzino I  | 16              | -10             |
| Er. Carzino II | 15              | 0               |
| L. Derchi      | 4               | 0               |
| P.G. Duce      | 1               | 0               |
| E. Grassi      | 14              | 0               |
| A. Frugoni II  | 1               | 0               |
| C. Garibaldi   | 3               | 0               |
| A. Mattiozzi   | 4               | 0               |
| R. Melani      | 18              | 8               |
| A. Michelini   | 13              | 11              |
| G. Mura        | 14              | 6               |
| S. Ramasso     | 18              | 0               |
| A. Sapignoli   | 17              | 2               |
| P. Scevola     | 14              | 1               |
| D. Sedino      | 18              | 1               |
| G. Terrile     | 14              | 2               |